# Epoka paleomagnetyczna
Epoka paleomagnetyczna – trwające od kilkuset tysięcy do kilku milionów lat okres o określonej polarności ziemskiego pola magnetycznego. W trakcie ich trwania mogły występować krótkotrwałe okresy odwrócenia pola magnetycznego tzw. epizody i ekskursje paleomagnetyczne
Można je odtworzyć na podstawie paleomagnetycznych zapisów w skałach osadowych i wulkanicznych utrwalonych w postaci tzw. magnetyzacji szczątkowej.
Najmłodsze epoki paleomagnetyczne noszą nazwy wywodzące się od nazwisk badaczy paleomagnetyzmu:
- epoka Brunhesa (polarności normalnej – analogicznej do współczesnej) – 780 tys. lat temu do dziś,
- epoka Matuyamy (polarność odwrócona) – 2,6 mln do 780 tys. lat temu,
- epoka Gaussa (normalna) – 3,4 mln do 2,6 mln lat temu,
- epoka Gilberta (odwrócona) – 5 mln do 3,4 mln lat temu.

Starsze epoki oznaczone są kodami cyfrowo-literowymi.